# Ernst II van Saksen

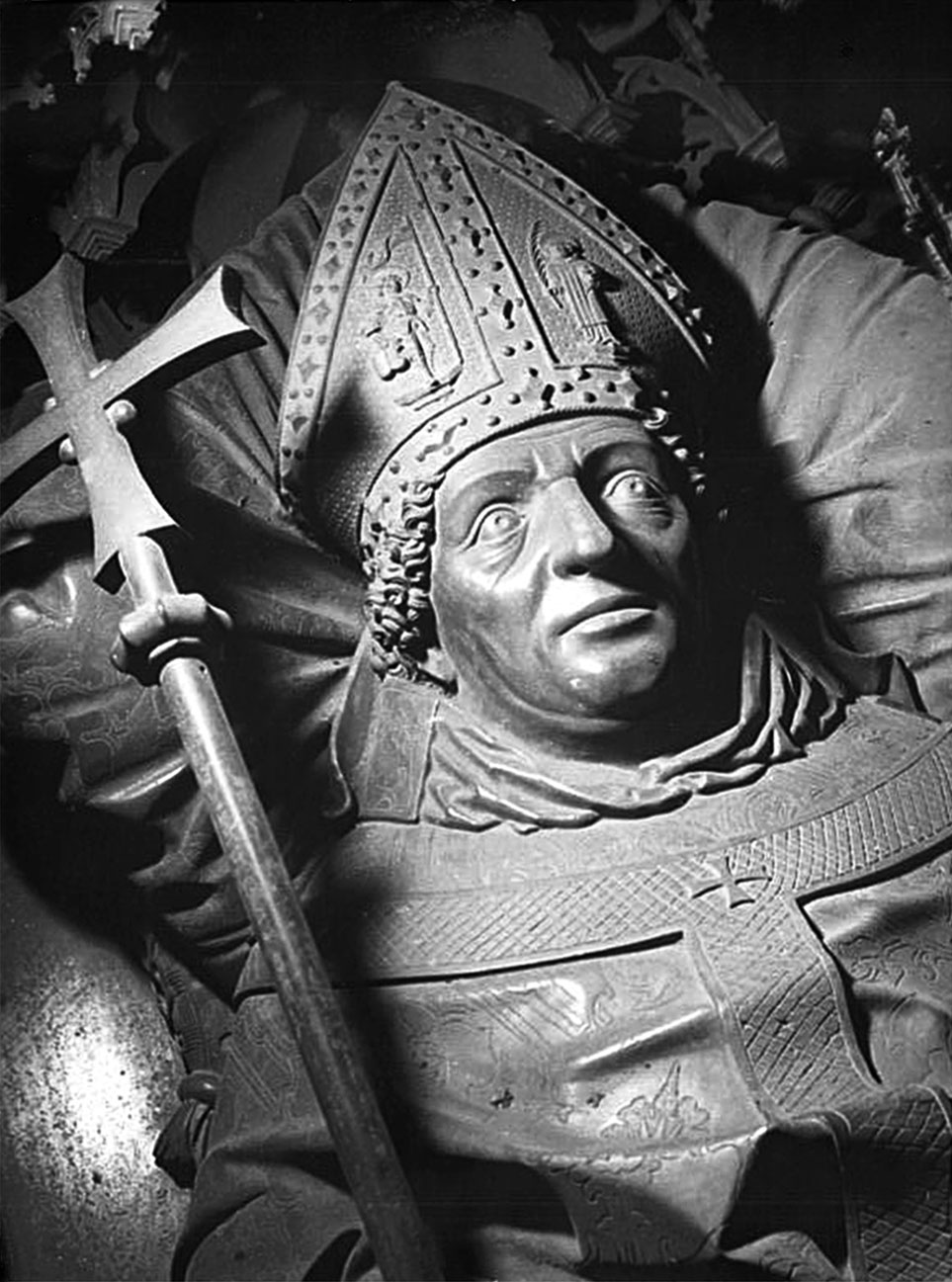
Graftombe van Ernst II van Saksen in de Dom van Maagdenburg.

Ernst II van Saksen (26 of 27 juni 1464 - Halle, 3 augustus 1513) was van 1476 tot aan zijn dood aartsbisschop van Maagdenburg en van 1480 tot aan zijn dood diocesaan administrator van het prinsbisdom Halberstadt. Hij behoorde tot het huis Wettin.

## Achtergrond
Ernst II was de tweede zoon van keurvorst Ernst van Saksen en Elisabeth van Beieren, dochter van hertog Albrecht III van Beieren.
Hij was voorbestemd voor een kerkelijke loopbaan. Aangezien het benoemen van familieleden als bisschop een strategie van het huis Wettin was om hun invloed uit te breiden, startte zijn vader schriftelijke onderhandelingen met het kapittel van de Dom van Maagdenburg, hoewel aartsbisschop Johan van Palts-Simmern nog in leven was.

## Benoeming als aartsbisschop van Maagdenburg
Na de dood van Johan van Palts-Simmern in 1475, begonnen intensieve onderhandelingen over de benoeming van Ernst tot aartsbisschop van Maagdenburg. Er was enig verzet van het kapittel, omdat Ernst nog maar 11 jaar was, maar desondanks werd hij in januari 1476 met een tweederdemeerderheid verkozen tot aartsbisschop. De jonge Ernst voldeed echter niet aan de voorwaarden voor zijn benoeming (ouder dan 30 jaar zijn, tot priester gewijd zijn en een universitaire opleiding gevolgd hebben), waardoor pauselijke dispensatie nodig was voor Ernsts benoeming. Deze werd in 1478 verleend door paus Sixtus IV, in ruil voor een grote som geld. Dankzij deze dispensatie kon Ernst benoemd worden tot aartsbisschop van Maagdenburg, waardoor hij de controle kreeg over de gebieden rond Maagdenburg, Halle en Jüterbog.

## Relatie met Halle
Halle was in die tijd in de greep van politieke en sociale conflicten tussen de aristocraten en de eigenaars van de zoutfabrieken enerzijds en de gilden en de lagere klassen anderzijds. De adviseurs van Ernst zagen dat als een mogelijkheid om zijn invloed in de stad te vergroten. Aangezet door Ernsts adviseurs, kwamen de gilden in 1478 in opstand tegen de aristocraten. Ze openden de stadspoorten en gaven het leger van Ernst op die manier de mogelijkheid om de stad te bezetten. Ernsts verwanten en adviseurs gebruikten die opportuniteit om de stad aan de aartsbisschop te onderwerpen. Dit werd duidelijk gemaakt in decreten uit 1479 en 1482, waarin de rechten van de stad beknot werden.
In 1479 startte de bouw van het slot van Moritzburg, genoemd naar de heilige Mauritius, patroonheilige van Halle. Dit slot had oorspronkelijk als doel om de onderworpen stad Halle te controleren, maar vanaf 1503 was het de belangrijkste residentie van de aartsbisschoppen van Maagdenburg.

## Relatie met Halberstadt
In 1479 dwong Ernst Gebhard van Hoym om af te treden als bisschop van Halberstadt. Keurvorst Ernst van Saksen bood het kapittel van de Dom van Halberstadt een enorme schuldverlichting aan, op voorwaarde dat ze zijn zoon Ernst II benoemden tot bisschop, wat na lange onderhandelingen effectief gebeurde. Het was echter verboden om de functie van aartsbisschop van Maagdenburg te combineren met die van bisschop van Halberstadt, waardoor Ernst in 1480 opnieuw pauselijke dispensatie moest krijgen. In de volgende jaren escaleerde een conflict tussen de aartsbisschop en de stadsraad over de jurisdictie van Halberstadt zodanig, dat de stad in 1486 belegerd werd door Ernsts troepen. Na vier weken moest de stad capituleren en Ernsts regering erkennen.

## Relatie met Maagdenburg
Zijn relatie met Maagdenburg was ook gekenmerkt door spanningen en conflicten. De bron van dit conflict lag in het feit dat de stad zichzelf beschouwde als rijksvrij, terwijl Ernst vond dat de stad zich aan hem moest onderwerpen. Dit leidde in 1482 tot een conflict, toen Maagdenburg de zogeheten Turkse belasting van Ernst weigerde te betalen. Beide zijden dreigden met militaire acties, maar uiteindelijk aanvaardden ze de bemiddeling van keizer Frederik III. Nadat Ernst in 1486 Halberstadt militair had onderworpen, bond de stad Maagdenburg in en gaf ze haar claims op rijksvrijheid op.

## De verbanning van de Joden
Een persoonlijk conflict tussen twee joden en twee franciscanen escaleerde toen een monnik pamfletten verspreidde met de oproep om de joden in Maagdenburg aan te vallen. Tijdens deze aanvallen kwam een Jood om het leven. De stadsraad van Maagdenburg steunde de aanvallen en verhinderden de landvoogd om in te grijpen. De stadsraad wenste om zo veel mogelijk groepen te verenigen tegen de aartsbisschop, die als een beschermer van de Joden werd gezien. Toen de Joden de aartsbisschop om hulp smeekten, weigerde Ernst, die neutraal wilde blijven. Uiteindelijk verdreef hij in 1493 de volledige Joodse gemeenschap uit Maagdenburg.

## Overlijden en begrafenis
Vanaf 1503 vertoonde Ernst II symptomen die wezen op syfilis. Het is echter niet duidelijk of hij aan syfilis of een andere ziekte overleed. Op 2 augustus 1513 ontving hij op zijn sterfbed de laatste sacramenten. Een dag later overleed Ernst in het Slot van Moritzburg in Halle.
Op zijn vraag werd zijn hart uit zijn lichaam gehaald en bijgezet in de Maria Magdalenakapel van het kasteel van Moritzburg. De rest van zijn lichaam werd op 10 augustus 1513 bijgezet in de Dom van Maagdenburg.
- Bibliothèque nationale de France: cb157751469 (data)
- Gemeinsame Normdatei: 124528791
- International Standard Name Identifier: 0000 0000 7998 812X
- Library of Congress Control Number: n2007044074
- Système universitaire de documentation: 123242347
- Virtual International Authority File: 60995546
- WorldCat: E39PBJkdh9wCk7HBXvMpX3PvpP